# Tillandsia polita
Tillandsia polita là một loài thuộc chi Tillandsia. Đây là loài bản địa của México.

## Phân loài
- Tillandsia polita var. elongata, Ehlers